# تشارلز إي. سوندرز
تشارلز إي. سوندرز هو أحيائي كندي، ولد في 2 فبراير 1867 في لندن في كندا، وتوفي في 25 يوليو 1937 في تورونتو في كندا.

## روابط خارجية
- تشارلز إي. سوندرز على موقع الموسوعة البريطانية (الإنجليزية)